# Åmli (localitate)
Åmli este o localitate (zonă urbană) situată în partea de sud a Norvegiei, pe râul Nidelva, fiind localitatea de reședință a comunei Åmli din provincia Agder.
În localitate există o biserică de lemn construită în stil neogotic în anul 1909.